# Boeing Starliner-1
Ten artykuł dotyczy przyszłego wydarzenia. Informacje w nim zawarte mogą się zmienić wraz z pojawieniem się nowych faktów, a początkowe doniesienia mogą być niepewne. Ostatnie aktualizacje tego artykułu mogą nie odzwierciedlać najbardziej aktualnych informacji.
Boeing Starliner-1,  zwana również Post Certification Mission-1 (PCM-1) – pierwsza operacyjna misja załogowa statku kosmicznego Boeing Starliner na pokład Międzynarodowej Stacji Kosmicznej w ramach programu Commercial Crew Program. Ma być to trzeci orbitalny lot Starlinera. Start misji Boeing Starliner-1 odbędzie się nie wcześniej niż na początku 2025 roku, przewożąc stałych członków przyszłej Ekspedycji Międzynarodowej Stacji Kosmicznej.

## Załoga
Z uwagi na to, że będzie to pierwszy lot operacyjny Starlinera, na jego pokładzie nie powinien znaleźć się rosyjski kosmonauta, gdyż Roskosmos oświadczył, że nie chce umieszczać rosyjskich kosmonautów na pokładzie Starlinera, dopóki nie odbędzie on lotów w ramach programu Commercial Crew Program.
W dniu 18 kwietnia 2022 roku NASA poinformowała, że nie sfinalizowała, który z astronautów Starlinera, w tym Barry Wilmore, Edward M. Fincke i Sunita Williams, poleci w misji CFT lub w tej misji. 16 czerwca 2022 roku NASA potwierdziła, że Boeing Crew Flight Test będzie dwuosobowym lotem testowym, a Williams została przydzielona do misji CFT.
30 września 2022 roku Scott D.Tingle został przydzielony jako dowódca misji Boeing Starliner-1, a Edward M. Fincke został przydzielony do misji jako pilot. Edward M. Fincke został również  rezerwowym członkiem załogi Boeing Crew Flight Test.
22 listopada 2023 roku Joshua Kutryk został przydzielony do misji Boeing Starliner-1 przez Kanadyjską Agencję Kosmiczną.
Z powodu opóźnień, kilku astronautów pierwotnie przydzielonych do misji Boeing Starliner-1 zostało przeniesionych do innych misji: W 2018 roku Sunita Williams miała polecieć w misji  Starliner-1, jednak później została przeniesiona do Boeing Crew Flight Test. 25 sierpnia 2020 astronautka Jeanette Epps została dodana do misji Starliner-1, a w sierpniu 2023 roku została przeniesiona do misji SpaceX Crew-8. 21 maja 2021 roku Kōichi Wakata został oficjalnie dodany do misji Boeing Starliner-1, ale ostatecznie został przeniesiony do misji SpaceX Crew-5, która wystartowała w październiku 2022 roku.
| Pozycja           | Astronauta                                                      |
| ----------------- | --------------------------------------------------------------- |
| Dowódca           | Scott D. Tingle, NASA - Ekspedycja 72/73 - Drugi lot kosmiczny  |
| Pilot             | Michael Fincke, NASA - Ekspedycja 72/73 - Czwarty lot kosmiczny |
| Specjalista misji | Joshua Kutryk, CSA - Ekspedycja 72/73 - Pierwszy lot kosmiczny  |
| Specjalista misji | Kimiya Yui, JAXA - Ekspedycja 72/73 - Drugi lot kosmiczny       |

## Misja
Misja ta miała być pierwszym ponownym użyciem statku kosmicznego Starliner, który początkowo poleciał po raz pierwszy w bezzałogowej misji Orbital Flight Test w grudniu 2019 roku. 22 grudnia 2019 roku Sunita Williams (w tym czasie wyznaczona na dowódcę misji Boeing Starliner-1) ogłosiła nazwę „Calypso” dla Starlinera, który wziął udział w misji Orbital Flight Test. Calypso będzie teraz używane dla misji Boeing Crew Flight Test. Spacecraft 2, który był używany do Starliner Orbital Flight Test 2, będzie zamiast tego wykonywał tę misję.